# 혼다 히로토
혼다 히로토(本田ヒロト)는 유희왕의 등장인물으로, 한국판 명칭은 전우혁이다. 
성우는 오키아유 료타로(토에이판) / 콘도 다카유키 (DM 1~52화), 기구치 히데히로 (DM 53~224화) / 최원형

## 소개
무토우 유우기의 친구들 중 한 명으로, 죠노우치와의 우정이 대단하다. 또한 죠노우치의 여동생인 카와이 시즈카를 좋아하고 있으며, 가끔씩 죠노우치를 놀리며 아낌없는 조언을 하기도 한다. 듀얼리스트가 아니라서 활약을 잘 하지는 않는다.